# Ipojuca (kommun)
Ipojuca är en kommun i Brasilien.   Den ligger i delstaten Pernambuco, i den östra delen av landet, 1 600 km nordost om huvudstaden Brasília. Antalet invånare är 80 542.
Följande samhällen finns i Ipojuca:
- Ipojuca

Omgivningarna runt Ipojuca är en mosaik av jordbruksmark och naturlig växtlighet. Runt Ipojuca är det ganska tätbefolkat, med 120 invånare per kvadratkilometer.